# Berceni (Bucarest)
Pour les articles homonymes, voir Berceni.
Berceni est un quartier de Bucarest, capitale de la Roumanie situé dans le Bucarest de la ville.